# جيك كيغان
جيك كيغان (بالإنجليزية: Jake Keegan)‏ هو لاعب كرة قدم أمريكي، ولد في 21 أبريل 1991. لعب مع غالواي يونايتد ‏.

## وصلات خارجية
- جيك كيغان على موقع قاعدة بيانات كرة القدم.إي يو (الإنجليزية)
- جيك كيغان على موقع Soccerway.com (الإنجليزية)